# 初笑い!浪花夢一座
初笑い!浪花夢一座（はつわらい!なにわゆめいちざ）はNHK大阪放送局新放送会館の開館を記念し、2002年から2004年まで毎年元日にNHK総合テレビジョンで放送した特別番組である。

## 概要
大晦日のNHK紅白歌合戦に対抗し、大阪でも年末年始の特番を実施しようと桂三枝（現・六代桂文枝）の座長を中心に第1回の放送が2002年1月1日19:30から放送された。
まず、桂三枝が新年の挨拶（2004年は出演者全員）を行い、その後、中村泰士がこの番組のために作った「夢一座」を女性演歌歌手3人が歌う。
次に大阪ゆかりの人物を題材した芝居が行われる。(2003年は桂春団治、2004年は服部良一が担当。)
その後2003年と2004年は大阪天満宮からの中継もあった。つづいて、NHK大阪ホールから歌を披露。
そして、クライマックスは宝塚歌劇団のレビューが行われ、フィナーレは「一月一日」（2002年は大阪ヒューマンランド やんか!）を出演者全員で歌った。
しかし、2005年は日韓友情年のオープニング番組「日韓友情音楽祭2005」で中止。2006年に復活する予定だったが、結局、三枝とナニワ三姉妹 お正月スタジアムでの放送という形になったため、2004年の放送で終了した。

## 出演
- 桂三枝（現・六代桂文枝）
- 相田翔子
- 宮川大助・花子
- 赤井英和
- 中村美律子
- 天童よしみ
- 坂本冬美
- 三倉茉奈・佳奈
- 氷川きよし
- 浜村淳
- 吉本新喜劇

他